# Кунченко Юрій Петрович
Юрій Петрович Кунченко (26 травня 1939 р., м. Ростов-на-Дону, Росія — 6 серпня 2006 р., Черкаси, Україна) — радянський і український математик. Доктор фізико-математичних наук. Професор. Заслужений працівник науки і техніки України, академік Інженерної академії, академії Зв'язку України та Нью-Йоркської академії наук. Базовий фах — радіофізика й електроніка. Рід діяльності — науково-педагогічна.

## Біографічні відомості
Народився Юрій Кунченко в 1939 р. в сім'ї військовослужбовця.
В 1962 р. закінчив радіофізичний факультет Томського державного університету.
В 1973 р. захистив дисертацію на здобуття наукового ступеня кандидата фізико-математичних наук у Раді при Томському університеті за фахом радіофізика, включаючи квантову, на тему: «Використання рядів Вольтера для знаходження невідомих параметрів випадкових процесів».
1979 році Кунченко переїхав до Кропивницького, де працював в Кіровоградському інституті сільськогосподарського машинобудування на кафедрі математики, яку згодом і очолив.
У 1983 р. йому присвоєно вчене звання доцента.
1988 році захистив дисертацію на здобуття наукового ступеня доктора фізико-математичних наук в спеціалізованій вченій раді при Харківському державному університеті за спеціальністю «Радіофізика, включаючи квантову радіофізику».
В 1989 р. вчене звання професора по кафедрі Вищої математики.
В 1990 році Юрія Кунченка запросили очолити кафедру радіотехніки в Черкаському інженерно-технологічному інституті, де йому вдалося створити свою унікальну потужну наукову школу, основним напрямком якої є розробка теорії нелінійних методів опрацювання негаусівських сигналів на основі застосування стохастичних поліномів.
У 1992 р. обраний дійсним членом Інженерної академії України, а в 1995 р. обраний дійсним членом Нью-йоркської академії наук.
У 1996 р. Кунченка Ю. П. обрано «Міжнародною людиною року 1995/1996» Міжнародним біографічним центром, Кембридж, Англія, а в 1997 р. обрано «Міжнародною людиною року 1997» Американським біографічним центром, США. У 1998 р. його занесено до книги «2000 видатних людей 20-го сторіччя», видану Міжнародним біографічним центром, Кембридж, Англія, і його нагороджено медаллю з аналогічною назвою.
У 1999 р. нагороджений знаком «Відмінник освіти України».
У 2000 р. він був обраний почесним громадянином м. Черкас. Ю. П. Кунченко був дійсним членом Королівського Статистичного Товариства Обробки Сигналів Академії Наук Великої Британії.
20 січня 2006 року указом Президента України йому присвоєно почесне звання «Заслужений працівник науки і техніки».
За роки своєї діяльності Кунченко Ю. П. працював:
1962–1967 рр. — інженер, ст. інженер, начальник Обчислювального центру Томського державного університету;
1967–1974 рр. — ст. науковий співробітник, заступник завідувача відділом кібернетики Сибірського науково-дослідного фізико-технічного інституту при Томському університеті;
1974–1978 рр. — завідувач науково-дослідної лабораторії Обчислювальних систем Сибірського фізико-технічного інституту;
1978–1979 рр. — ст. викладач, доцент факультету прикладної математики і кібернетики Томського університету;
1979–1984 рр. — доцент кафедри Вищої математики Кіровоградського інституту сільськогосподарського машинобудування, м. Кіровоград, Україна;
1984–1990 рр. — завідувач кафедри Вищої математики Кіровоградського інституту сільськогосподарського машинобудування;
1990–2006 рр. — завідувач кафедри радіотехніки Черкаського інженерно-технологічного інституту, потім Черкаського державного технологічного університету, м. Черкаси, Україна;
2005–2006 рр. — проректор з наукової роботи та міжнародних зв'язків Черкаського державного технологічного університету.
Дружина — Валентина Іванівна Кунченко-Харченко, президент Благодійного фонду «Наукова школа ім. Юрія Петровича Кунченка, доктора ф.-м. н., професора, академіка».

## Наукова діяльність
Ю. П. Кунченко є автором нового наукового напрямку в області нелінійної статистичної обробки негауссовских сигналів. Ним були запропоновані нові методи оцінки параметрів випадкових процесів, засновані на використанні стохастичних поліномів. Він є автором монографії «Нелінійна оцінка параметрів негаусівських радіофізичних сигналів».
Юрієм Петровичем Кунченком створена наукова школа, яка за визначенням відомих вчених є розпізнавальним знаком Черкаської національної школи статистичного аналізу. Розвиток нової теорії і методів професора Юрія Петровича Кунченка носить фундаментальний характер і знайшов своє подальше продовження в створеній ним науковій школі, яка немає аналогів ні в вітчизняній, ні в зарубіжній практиці.
Кунченко Ю. П. є автором понад 150 наукових праць, серед яких шість монографій.
- Монографії Кунченка Юрія Петровича [Архівовано 4 березня 2016 у Wayback Machine.]

## Патенти Кунченка Юрія Петровича
- Патенти [Архівовано 17 квітня 2015 у Wayback Machine.]

## Нагороди
Оцінкою його досягнень є почесні нагороди: у 1996 р. «Міжнародним біографічним центром» в Кембриджі він був вибраний Міжнародною людиною року 1995-96 р.р., а у 1997 р. — Міжнародною людиною року «Американським біографічним інститутом», у 1998 р. — занесений в книгу «2000 видатних людей 20-го століття» і йому було вручено медаль з аналогічною назвою. У 2000 р. він був обраний почесним громадянином м. Черкас. 20 січня 2006 року указом Президента України йому присвоєно почесне звання «Заслужений працівник науки і техніки».
Пробудженню патріотичних почуттів студентства Черкаського державного технологічного університету сприяє музей історії радіотехніки імені професора Ю. П. Кунченка. Враховуючи видатні заслуги в галузі радіотехніки, вагомий особистий внесок у підготовку висококваліфікованих кадрів для народногосподарського комплексу України, підготовку молодих наукових кадрів кандидатів та докторів наук рішенням Вченої ради ЧДТУ від 18 вересня 2006 р. навчальній аудиторії № 311 корпусу № 1 присвоєно ім'я доктора фізико-математичних наук, професора, академіка Інженерної академії наук України, Нью-йоркської академії наук, дійсного члена Королівського статистичного товариства обробки сигналів академії наук Великої Британії, дійсного члена товариства ІЕЕ, заслуженого працівника науки і техніки України, засновника і першого завідувача кафедри радіотехніки (1999–2006 рр.), проректора з наукової роботи та міжнародних зв'язків Черкаського державного технологічного університету (2005–2006 рр.) Кунченка Юрія Петровича. В аудиторії розміщено експозиційний фонд, присвячений життєвому та науковому шляху професора Ю. П. Кунченка. Проходять наукові зібрання вчених створеної Ю. П. Кунченком наукової школи з проблем обробки негаусівських сигналів.
Стало традицією 26 травня — у день народження Ю. П. Кунченка — в аудиторії його імені проводити науково-практичні конференції, круглі столи, наукові семінари.